# Hammaptera ignifera
Hammaptera ignifera är en fjärilsart som beskrevs av Thierry-mieg. Hammaptera ignifera ingår i släktet Hammaptera och familjen mätare. Inga underarter finns listade i Catalogue of Life.